# Antigonos I. Monophthalmos

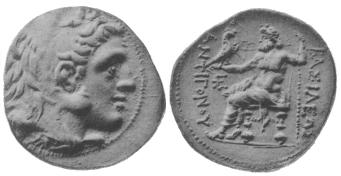
Tetradrachme des Antigonos
(links: Herakleskopf; rechts: ein thronender Zeus einen Adler in der Hand haltend, dazu das Monogramm ΒΑΣΙΛΕΩΣ ΑΝΤΙΓΟΝΟΥ)

Antigonos I. Monophthalmos (altgriechisch Ἀντίγονος ὁ Μονόφθαλμος Antígonos ho Monóphthalmos oder Μονοφθαλμός Monophthalmós, deutsch ‚Antigonos der Einäugige‘; * um 382 v. Chr.; † 301 v. Chr. bei Ipsos) war ein makedonischer Feldherr und nach dem Tod Alexanders des Großen einer der wichtigsten Diadochen. Als erster der Nachfolger beanspruchte er den Königstitel für das gesamte Alexanderreich und begründete die Dynastie der Antigoniden, des letzten Herrscherhauses von Makedonien.

## Leben

### Herkunft und Aufstieg
Antigonos war ein Sohn von Philippos, aufgewachsen ist er vermutlich im Haus seines Stiefvaters Periandros in Pella. Er hatte mindestens zwei Brüder und einen Halbbruder (Marsyas). Verheiratet war er mit Stratonike, die möglicherweise eine Angehörige des makedonischen Königsgeschlechts der Argeaden war. Sie hatten zwei Söhne, Demetrios I. Poliorketes († 283 v. Chr.) und Philippos († um 306 v. Chr.). Antigonos gehörte unter anderem wie Parmenion, Antipatros und Polyperchon der Altersgeneration des makedonischen Königs Philipp II. an, dem er als Feldherr und Gefährte (hetairos) diente.
Der Umstand, dem er den Verlust eines Auges und damit seinen Beinamen verdankt, ist nicht näher überliefert. Allerdings berichtete einige Jahrhunderte später der griechische Philosoph und Biograph Plutarch in seiner Moralia, dass Antigonos keine Respektlosigkeiten noch beleidigende Anspielungen bezogen auf seine Sehbehinderung duldete. So soll in späteren Jahren der Sophist und Makedonengegner Theokritos von Chios in seiner Umgebung gelebt haben, welcher trotz der Herrschaft der makedonischen Diadochen seine scharfe Zunge gegenüber diesem beibehalten habe. Eines Tages lud Antigonos diesen über einen Gesandten zu einem Gastmahl mit anschließendem Gespräch zu sich ein. Theokritos aber schlug die Einladung aus und bezeichnete dabei den Antigonos in beleidigendem Sinn als „Kyklopen“. Dafür wurde Theokritos in einen Kerker gesperrt und zum Tod verurteilt, dessen Freunde aber setzten sich erfolgreich bei Antigonos für ihn ein. Antigonos erklärte sich bereit, die Beleidigung zu vergeben, wenn sich Theokritos dazu bereit zeige, vor seinen Augen um Gnade zu bitten. Der aber erklärte in Anspielung auf das fehlende Auge, dass ein solcher Bußgang unmöglich sei, worauf Antigonos das Todesurteil vollstrecken ließ.
Zu Beginn des Asienfeldzuges Alexanders des Großen kommandierte Antigonos die 7.000 Mann starke Phalanx der griechischen Bundestruppen. Nach der Schlacht am Granikos 334 v. Chr. wurde er mit der Statthalterschaft über die Provinz Phrygien (heutige Westtürkei) betraut, wobei ihm in dieser Funktion die weitere Eroberung Kleinasiens oblag. In drei siegreichen Schlachten gegen persische Heere konnte er noch vor dem Jahr 331 v. Chr. das westliche Kleinasien unter Kontrolle bringen. Für seinen Einsatz wurde er von Alexander zusätzlich mit den Provinzen Pamphylien, Lykaonien und Lykien ausgestattet, nur Kappadokien konnte sich unter dem Perser Ariarathes gegen ihn behaupten.
Obwohl Antigonos im Jahr 323 v. Chr. selbst nicht am Sterbebett Alexanders gestanden hatte, berief sich später Plutarch in seiner Beschreibung um den vermeintlichen Mord an dem König durch Antipater und Aristoteles auf ihn. Demnach habe Antigonos den Tathergang einst einem Gefolgsmann namens Hagnothemis erzählt, in dessen Aufzeichnungen schließlich Plutarch Einsicht erhalten habe. Allerdings gab Plutarch dazu auch an, dass die meisten der ihm bekannten Historiker die Geschichte vom Alexandermord für reine Fiktion hielten.

### Diadoche
Nach dem Tod Alexanders wurde Antigonos vom Reichsregenten Perdikkas in seinen Satrapien bestätigt (Babylonische Reichsordnung), trotzdem positionierte er sich gegen ihn, nachdem Perdikkas 321 v. Chr. Kappadokien unterworfen und an seinen Gefolgsmann Eumenes von Kardia vergeben hatte. Dadurch in seinen Ansprüchen zurückgesetzt, kritisierte Antigonos die Heiratspläne des Regenten mit der Alexanderschwester, Kleopatra. Als er darauf von Perdikkas in dessen Feldlager zitiert wurde, zog es Antigonos vor, mit seiner Familie nach Europa zu fliehen, um sich mit Antipatros zu verbünden. Dies bedeutete den Beginn des ersten Diadochenkrieges, in dem Antigonos nur eine untergeordnete Rolle spielte. Während Antipatros und Krateros den Kampf in Asien führten, war Antigonos als Flottenkommandant im östlichen Mittelmeer aktiv. Der Krieg wurde am Nil mit der Ermordung des Perdikkas 320 v. Chr. entschieden.
Seine Freundschaft zu Antipatros begünstigte Antigonos auf der anschließenden Konferenz von Triparadeisos, wo er nicht nur seine Satrapien zurückerstattet, sondern auch die Strategie über Asien verliehen bekam. Mit einer Hälfte des Reichsheeres widmete er sich in den folgenden Jahren der Bekämpfung der restlichen Perdikkaner. Im Frühjahr 319 v. Chr. schlug er Eumenes in der Schlacht von Orkynia und schloss ihn in der Bergfestung Nora ein. Noch während der Belagerung gelang ihm in Pisidien in der Schlacht von Kretopolis ein vollständiger Sieg über Alketas, dem Bruder des Perdikkas, der Selbstmord beging. Bevor Antigonos nun den Kampf mit Eumenes beenden konnte, brachte der Tod des Reichsregenten Antipatros im Sommer 319 v. Chr. ein neues instabiles Verhältnis im Machtgefüge des Alexanderreiches hervor, was ihn zu einem Frieden mit Eumenes nötigte, den er aus Nora abziehen ließ.
Durch die Nachfolgeregelung des Antipatros zugunsten Polyperchons wurde der zweite Diadochenkrieg ausgelöst, da Kassander die Regentschaft für sich beanspruchte. Polyperchon und die Königinmutter Olympias verbündeten sich mit Eumenes, den sie zum neuen Strategen von Asien ernannten, was wiederum Antigonos veranlasste, sich mit Kassander zu verbünden. Antigonos brachte zunächst Lydien, dann den Hellespont unter seine Kontrolle und schlug 317 v. Chr. Kleitos den Weißen vor Byzantion. Anschließend wandte er sich wieder gegen Eumenes, den er nach der unentschiedenen Schlacht von Paraitakene im Herbst 316 v. Chr. weiter in den Osten abdrängte. Währenddessen wurde in Makedonien König Philipp III. Arrhidaios, der Kassander unterstützt hatte, hingerichtet. Im Winter 316 v. Chr. verfolgte Antigonos seinen Gegner bis nach Persis, wo er ihn in der Schlacht von Gabiene stellte. Erneut endete der Kampf in einem Patt, den Antigonos aber dennoch in einen Sieg wandeln konnte, nachdem es ihm gelungen war, sich des Feldlagers des Gegners zu bemächtigen. Die Veteranen der „Silberschilde“, die um das Leben ihrer Familien fürchteten, lieferten ihm daher Eumenes aus, der kurz darauf unter ungenauen Umständen getötet wurde.
Gleichzeitig fiel in Europa die Entscheidung, da Kassander die in Pydna eingeschlossene Olympias gefangen nehmen und hinrichten konnte. Zudem fielen der Kindkönig Alexander IV. Aigos und dessen Mutter Roxane in seine Hände, Polyperchon zog sich geschlagen auf den Peloponnes zurück.

### Höhepunkt der Macht und dritter Diadochenkrieg
Durch den Sieg über Eumenes 316 v. Chr. befand sich Antigonos auf dem Höhepunkt seiner Macht. Seit dem Tod Alexanders hatte kein Diadoche eine solch herausragende Position erlangt wie er. Er beherrschte vom Hellespont bis zum Indus den gesamten asiatischen Teil des Alexanderreiches, das in seiner Integrität durch die vorangegangenen Kämpfe schwer erschüttert wurde. Seine Herrschaft konsolidierte er, indem er die Satrapenordnung neu organisierte und dabei ihm nicht genehme Statthalter beseitigte. Während die Provinzen westlich des Euphrats, die Kleinasiens und Syriens, unter seiner direkten Kontrolle verblieben, beließ er die östlich des Flusses gelegenen in der Verwaltung von Satrapen. Die „oberen Provinzen“ Zentralasiens wurden dabei weitgehend in ihrer personellen Besetzung nicht angetastet, obwohl die meisten dieser Statthalter noch für Eumenes gekämpft hatten. Änderungen nahm Antigonos hingegen in den iranischen Provinzen mit den wichtigen Zentren Ekbatana, Susa, Persepolis und Babylon vor. Noch in Ekbatana ließ er unmittelbar nach Gabiene Peithon wegen eines Komplotts hinrichten. In Persepolis angekommen, wo er von der örtlichen Bevölkerung als „Herr Asiens“ empfangen wurde, bestätigte er die meisten der oberen Satrapen in ihren Provinzen, enthob aber den unzuverlässigen Peukestas seines Amtes. Danach zog Antigonos nach Susa weiter, wo er einen Perser zu seinem Statthalter einsetzte, was aber bei dem Statthalter Babylons, Seleukos, für Unmut sorgte. Bevor dieser mächtige Unruhefaktor ausgeschaltet werden konnte, floh Seleukos nach Ägypten, worauf Antigonos auch im Zweistromland seine Herrschaft errichten konnte. Zu seinem militärischen Oberbefehlshaber im Land östlich des Euphrat ernannte er Nikanor.
| alter Satrap | von Antigonos eingesetzter Satrap | Provinz                       | Anmerkung                                                                |
| Peithon      | Orontobates                       | Großmedien („unteres Medien“) | Peithon wurde in Ekbatana wegen Verrats exekutiert                       |
| Peukestas    | Asklepiodoros                     | Persis                        |                                                                          |
| Tlepolemos   | Tlepolemos                        | Karmanien                     |                                                                          |
| Stasandros   | Euitos                            | Areia & Drangiana             | Euitos starb kurz nach seiner Ernennung und wurde durch Euagoras ersetzt |
| Stasanor     | Stasanor                          | Baktrien & Sogdien            |                                                                          |
| Oxyartes     | Oxyartes                          | Paropamisaden                 |                                                                          |
| Sibyrtios    | Sibyrtios                         | Arachosien & Gedrosien        |                                                                          |
| Antigenes    | Aspisas                           | Susia                         | Antigenes wurde bereits nach Gabiene exekutiert                          |
| Seleukos     | Peithon                           | Babylon                       | Seleukos floh nach Ägypten                                               |
| Blitor       | Peithon                           | Mesopotamien                  | Blitor wurde als Fluchthelfer des Seleukos exekutiert                    |

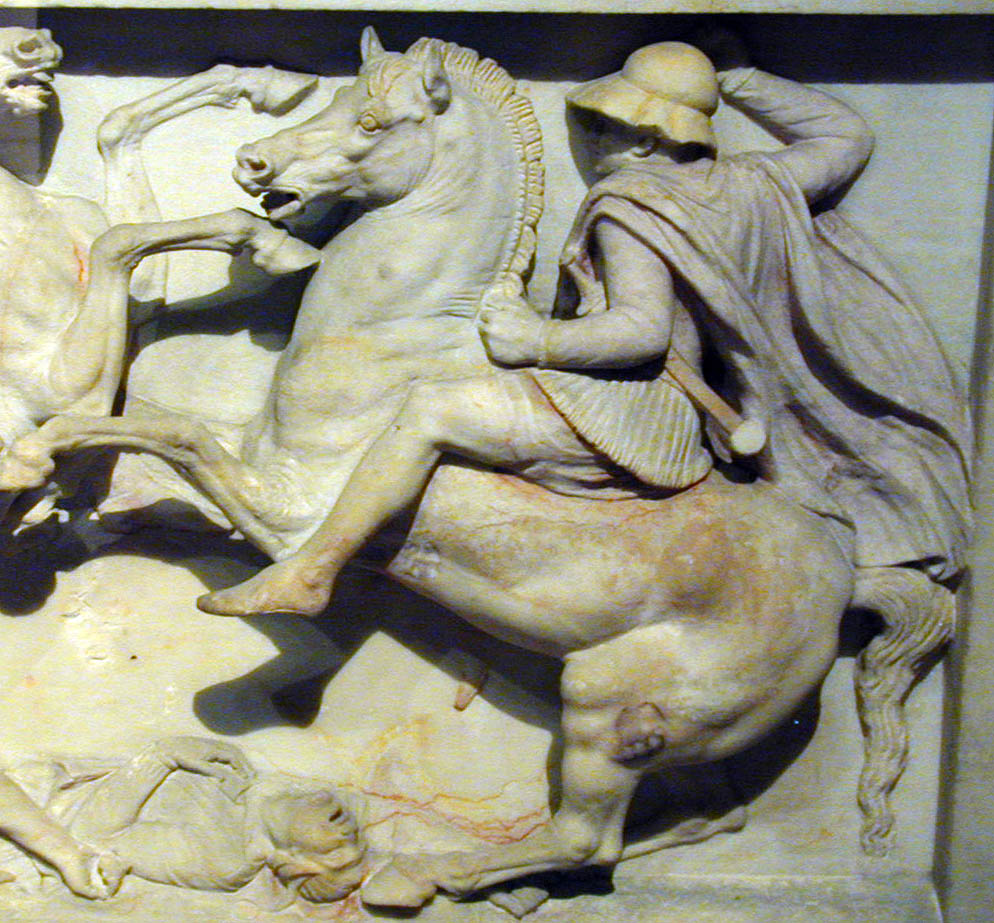
Das Profil dieses Reiters auf dem „Alexandersarkophag“ wurde häufig für eine Darstellung des Antigonos Monophthalmos gehalten. Da es sich dabei allerdings um eine Szene aus der Schlacht von Issos handelt, wird dies mittlerweile bezweifelt, da Antigonos an ihr nicht teilnahm. Archäologisches Museum Istanbul

Antigonos’ scheinbare Übermacht führte die letzten selbständigen Diadochen zu einem Zweckbündnis gegen ihn zusammen. Die Initiative ging von Ptolemaios, dem Herrscher Ägyptens, aus, der sich unmittelbar von Antigonos bedroht fühlte. Ihm schlossen sich Kassander in Makedonien, Lysimachos in Thrakien und Asandros in Karien an. Dagegen ließ sich Antigonos von einer Versammlung des ihm unterstehenden Reichsheeres zum Reichsverweser gegen Kassander proklamieren, den er zum Reichsfeind erklärte. Er legitimierte sich im Namen des Königs Alexander IV., der sich in der Gefangenschaft Kassanders befände. Im Frühjahr 314 v. Chr. brachte er das von Ptolemaios gehaltene Syrien unter seine Kontrolle, eroberte Gaza und nahm die Belagerung von Tyros auf. Gleichzeitig ließ er in den Werften von Sidon, Tripolis und Byblos eine Flotte bauen, mit der er Ptolemaios’ Vorherrschaft auf See brechen konnte.
Um Kassander in Europa zu binden, nahm Antigonos mit der Opposition in Griechenland Kontakt auf und proklamierte die Freiheit der griechischen Städte gegenüber der makedonischen Hegemonie. In seinem ehemaligen Gegner Polyperchon, der auf dem Peloponnes regierte, fand er dabei einen natürlichen Verbündeten. Er entsandte den Feldherren Aristodemos nach Griechenland, der dort ein Heer aushob und den Peloponnes eroberte. Nach diesem Erfolg schickte Antigonos seinen Neffen Telesphoros mit 50 Schiffen als Verstärkung nach Griechenland. Zur selben Zeit ging allerdings Zypern an Ptolemaios verloren. Im Jahr 313 v. Chr. konnte Tyros nach einem Jahr und drei Monaten der Belagerung erobert werden, womit Antigonos die Herrschaft über die phönikische Küste gewann. Weiterer Erfolge konnte sein zweiter Neffe Ptolemaios in Kleinasien verbuchen, der dort eine Invasion Kassanders zurückschlug und Bithynien unterwarf. Im Herbst 313 v. Chr. zog Antigonos zunächst nach Ägypten, um dort am Sirbonischen See erfolglos mit Ptolemaios um einen Frieden zu verhandeln, anschließend zog er nach Kleinasien, wo er Karien unter seine Kontrolle brachte. Am Hellespont traf er mit Kassander zu einem Friedensgespräch zusammen, das ebenfalls ergebnislos endete. Darauf schickte er seinen Neffen Ptolemaios mit 150 Schiffen und 5.000 Mann nach Griechenland.
Im Frühjahr 312 v. Chr. erlitt Antigonos’ Sohn Demetrios in der Schlacht von Gaza eine schwere Niederlage gegen Ptolemaios. Dadurch ging das kurz zuvor gewonnene Phönikien verloren, ebenso wie Babylon, das wieder von seinem alten Besitzer, Seleukos, eingenommen werden konnte. Im Folgejahr konnte Antigonos aber durch seine überlegene Heeresmacht Ptolemaios zu einem Rückzug aus Syrien und Phönikien zwingen, das er wieder in Besitz nahm.

### Diadochenfriede

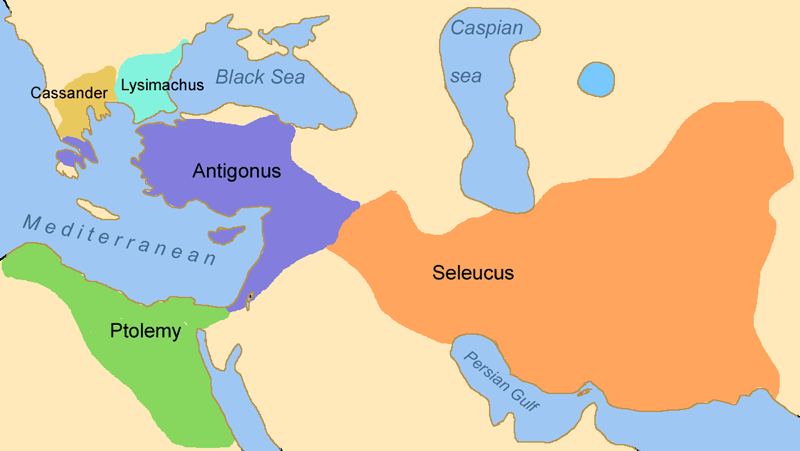
Antigonos’ Herrschaftsbereich nach dem Diadochenfrieden 311 v. Chr. und dem babylonischen Krieg 309 v. Chr.

Durch die gegenseitige Anerkennung als Herrscher in ihren Machtbereichen, in denen die Diadochen nun faktisch souverän regierten, wurde die Einheit des Alexanderreichs im Jahr 311 v. Chr. weiter geschwächt. Antigonos gestand Kassander die Strategie über Makedonien zu, während jener die Freiheit der griechischen Städte akzeptieren musste. Dem Prinzip der Reichseinheit wurde lediglich mit der erneuten Anerkennung Alexanders IV. als ihren rechtmäßigen König Rechnung getragen. Dazu wurde beschlossen, dass dem zwölfjährigen König beim baldigen Erreichen seiner Mündigkeit die volle Regierungsgewalt übertragen werden sollte. In der späteren historischen Forschung wurde dieser Zusatz als eine verdeckte Aufforderung der Vertragspartner an Kassander angesehen, sich dieser Angelegenheit anzunehmen. Wenig später ließ Kassander den König und dessen Mutter ermorden, ohne dass darauf eine Reaktion der Diadochen, vor allem von Antigonos als dem Reichsregenten, erfolgte. Er selbst hatte 310 v. Chr. den unehelichen Alexandersohn, Herakles, zu dem noch kämpfenden Polyperchon geschickt; nachdem dieser aber im folgenden Jahr den Kampf aufgegeben hatte, ließ er Herakles und seine Mutter beseitigen. Im Jahr 308 v. Chr. ließ Antigonos dann auch die Alexanderschwester Kleopatra umbringen, um deren Ehe mit Ptolemaios zu verhindern.
Vom Frieden ausgenommen war Seleukos, den zu bekämpfen nun das vorrangige Ziel von Antigonos war. Aber im sogenannten Babylonischen Krieg misslang die Rückeroberung Babylons trotz zweier Belagerungen; Antigonos musste hingegen sogar den Verlust Ekbatanas und Susas hinnehmen. Um das Jahr 309 v. Chr. unterlag er in einer nur unvollständig überlieferten Feldschlacht gegen Seleukos, was ihn zu einem Friedensschluss mit diesem nötigte. Darin erkannte er seine Verluste gegenüber Seleukos an und verzichtete wohl auch auf alle Satrapien des Ostens, wohin sich Seleukos zu einem mehrjährigen Feldzug begab.

### Erhebung zum König
Etwa zur selben Zeit wechselte Antigonos Neffe Ptolemaios die Seiten, wodurch Griechenland einstweilen verloren ging. Dies versuchte der ägyptische Ptolemaios für einen Angriff auf Kilikien zu nutzen, der aber von Demetrios zurückgeschlagen wurde. Um Griechenland wiederzugewinnen, rüstete Antigonos seinen Sohn mit einer bedeutenden Seemacht aus und entsandte ihn 307 v. Chr. nach Europa, dem dort auf Anhieb die Eroberung von Athen und Megara gelang. Durch eine damit einhergehende Erhebung der griechischen Städte gegen die makedonischen Besatzungen konnte Kassander in Europa neutralisiert werden. In Athen wurde Antigonos zusammen mit seinem Sohn in den Stand eines rettenden Gottes erhoben, nur ein prominentes Beispiel einer kultischen Erhöhung für einen Diadochenherrscher, wie es für den einsetzenden Hellenismus charakteristisch war. Antigonos selbst soll von seiner Göttlichkeit wenig gehalten haben. Als man ihn eines Tages als „Sohn der Sonne“ gepriesen hatte, soll er gemeint haben, dass der Sklave, der seinen Nachttopf entleere, dies etwas anders sehe. Weiterhin soll er bezogen auf seine Kriegsverwundungen erkannt haben, dass griechische Götter zwar bluten, aber offenbar über keine Verdauung verfügen würden. Im darauf folgenden Jahr erlangte Demetrios in der Doppelschlacht von Salamis (Zypern) einen vollständigen Sieg über die ptolemäische Flotte, wodurch sich Antigonos zur Annahme des Königstitels legitimiert fühlte. Er erhob durch sein so gewonnenes Königtum einen Anspruch auf die alleinige Nachfolge Alexanders des Großen, in das von diesem eroberten und ungeteilten Reich. Ein Fragment eines anonymen Historikers stellt den Sachverhalt folgendermaßen dar:
„… Antigonos, der Sohn des Philippos, proklamierte sich selbst zum König als erster, in der Überzeugung, dass er die in den Machtstellungen sämtlich mit Leichtigkeit vernichten werde, selbst aber über die gesamte Oikumene herrschen und wie Alexander an sich bringen werde den Staat…“
Zusammen mit seinem mitgekrönten Sohn entschloss er sich 305 v. Chr. zur militärischen Durchsetzung dieses Anspruches in einem gleichzeitigen Angriff von Land und von See auf Ägypten gegen Ptolemaios. Aber trotz größter Anstrengungen scheiterte er bei der Überquerung des Nils an der erbitterten Verteidigung des Ptolemaios. Nachdem sein Heer von Krankheit und Hunger zunehmend geschwächt war, entschied sich Antigonos zu einem Rückzug nach Syrien. Er wollte einem ähnlichen Schicksal wie dem des Perdikkas entgehen. Durch diese Niederlage wurden Ptolemaios, Kassander, Lysimachos und Seleukos ebenfalls zur Annahme des Königsdiadems ermutigt, die damit Antigonos’ Anspruch auf die ungeteilte Herrschaft bestritten und zugleich die weitere Einheit des Alexanderreichs in Frage stellten.

### Untergang bei Ipsos
Das Scheitern am Nil und Demetrios’ anschließender Misserfolg bei der Belagerung von Rhodos 304 v. Chr., konnte Antigonos in den folgenden drei Jahren nur durch die Erfolge seines Sohnes in Griechenland ausgleichen. Von dort aus plante Demetrios einen entscheidenden Angriff auf Makedonien, was Kassander zu einem erneuten Bündnis mit Lysimachos und Ptolemaios zusammenführte. Lysimachos marschierte 302 v. Chr. nach Kleinasien und nahm dort mehrere Städte ein, Antigonos zog ihm über die Berge des Taurus entgegen, konnte ihn aber nicht zur Schlacht stellen. Dies nutzte Ptolemaios seinerseits zu einer Offensive nach Phönikien, die er allerdings ohne erkennbaren Grund wieder abbrach und sich nach Ägypten zurückzog. Vermutlich hatte ihn die Falschmeldung von einer Niederlage Lysimachos’ gegen Antigonos dazu veranlasst. Etwa zur gleichen Zeit kehrte Seleukos aus dem Osten zurück und verbündete sich umgehend mit Lysimachos; Antigonos rief darauf seinen Sohn aus Griechenland zurück um sich mit ihm zu einer entscheidenden Schlacht zu vereinen.
Die verfeindeten Heere trafen im Sommer 301 v. Chr. beim zentralanatolischen Ipsos aufeinander. Antigonos bot etwa 70.000 Infanteristen, 10.000 Kavalleristen, 120 Sichelwagen und 75 Elefanten auf, während der Gegner etwa 64.000 Infanteristen, 10.500 Kavalleristen und über 400 Elefanten, die Seleukos aus Indien mitgebracht hatte, aufstellen konnte. Am Morgen des Kampfes stolperte der über achtzigjährige Antigonos angeblich, als er sein Zelt verließ; auf Knien soll er die Götter um einen Sieg oder den Tod ohne das Wissen um die Niederlage gebeten haben. Die Schlacht wurde von Demetrios’ Übereifer entschieden, der sich mit der Kavallerie vom Schlachtfeld weglocken ließ, was Seleukos zu einer Umfassung von Antigonos’ Phalanx mit seinen Elefanten nutzte. Noch während des Kampfes liefen seine Söldner zum Feind über, dennoch soll Antigonos weiterhin an einen Sieg geglaubt haben, indem Demetrios eine Rückkehr auf das Schlachtfeld gelänge. Bevor es dazu kam, wurde er von mehreren Pfeiltreffern getötet.
Antigonos wurde von den Siegern mit allen königlichen Ehren bestattet, sein asiatischer Herrschaftsraum wurde unter ihnen aufgeteilt. Der größte Teil mit Syrien und Zentralanatolien fiel an Seleukos, die Westküste Kleinasiens an Lysimachos, Kilikien an Pleistarchos, den Bruder Kassanders. Damit fand auch der Gedanke der Einheit des Alexanderreiches sein endgültiges Ende. In den folgenden Jahren versuchte sein Sohn Demetrios noch vergeblich, das makedonische Kernland unter seine Kontrolle zu bringen, aber erst sein Enkel Antigonos II. Gonatas konnte sich und seinen Nachfolgern den makedonischen Thron sichern.

## Künstlerische Rezeption
Sowohl Plinius als auch Strabo berichteten, dass in dem Asklepieion von Kos ein von dem Künstler Apelles geschaffenes Porträt des auf einem Pferd reitenden einäugigen Antigonos zu sehen war. Er wurde dabei im Dreiviertelprofil dargestellt, um die künstlerische Dokumentation seines fehlenden Auges zu umgehen. Ein weiteres Porträt des Antigonos wurde von Protogenes angefertigt. Beide Werke sind jedoch nicht mehr erhalten.